# Nekrolog 1390
Nekrolog
◄◄
| ◄
| 1386
| 1387
| 1388
| 1389
| 1390 | 1391 | 1392 | 1393 | 1394 | ► | ►►
Weitere Ereignisse | Allgemeiner Nekrolog 1390
Die Beschreibung der verstorbenen Person sollte so kurz wie möglich gehalten sein und nur deren signifikante Tätigkeit(en) enthalten.
Neue Namen ggf. auch unter dem Geburts- und Sterbedatum, also etwa unter 1. Januar und im Geburts- und Sterbejahr (2024) eintragen (nur bei entsprechender großer Wichtigkeit). Für Beispiele siehe die schon vorhandenen Artikel.
Außerdem über die fünf zuletzt Verstorbenen, zu denen es einen ausreichend guten Artikel für eine Präsentation auf der Hauptseite gibt, nach der todesbedingten Überarbeitung der Artikel ggf. auch unter Wikipedia Diskussion:Hauptseite informieren und sie am besten auch in den anderen Wikipedia-Sprachversionen eintragen. Tipp: Regelmäßig bei news.google.de nach „ist tot“, „gestorben“ oder „verstorben“ suchen.
Wenn eine Person gestorben ist, gibt es viele Seiten zu dieser Person in der Wikipedia, die davon auch betroffen sind und entsprechend aktualisiert werden müssen. Beispiele: Namenübersichtsseite, Geburtsjahr, Geburtsort-Seiten und viele mehr.
Wie finde ich die betroffenen Seiten?
Im Suchfeld auf der linken Seite gibt man den Suchbegriff so ein: „Vorname Nachname“. Dann klickt man auf Volltext und alle Seiten mit entsprechendem Suchtext werden aufgerufen. Hier sieht man dann schnell, wo auch das Todesjahr Sinn macht oder sogar ein Teil des Artikels angepasst werden muss. Auch hilft das „Werkzeug“ auf der linken Seite sehr gut, um solche Seiten aufzufinden: „Links auf diese Seite“. Somit ist die Wikipedia wieder aktuell in allen Bereichen! Hinweis: bei Eintragung der Kategorie „Gestorben JAHR“ wird der Missbrauchsfilter 49 ausgelöst, was jedoch nicht schlimm ist. Siehe: Spezial:Missbrauchsfilter/49
Dies ist eine Liste von im Jahr 1390 verstorbenen bekannten Persönlichkeiten. Die Einträge erfolgen innerhalb der einzelnen Daten alphabetisch sortiert. Tiere sind im Nekrolog für Tiere zu finden.

## Januar
| Tag        | Name       | Beruf, bekannt als     | Alter | Beleg |
| ---------- | ---------- | ---------------------- | ----- | ----- |
| 26. Januar | Adolf VII. | Graf von Holstein-Kiel |       |       |

## Februar
| Tag         | Name                               | Beruf, bekannt als               | Alter | Beleg |
| ----------- | ---------------------------------- | -------------------------------- | ----- | ----- |
| 6. Februar  | Adolf von Nassau-Wiesbaden-Idstein | Erzbischof von Mainz (1381–1390) |       |       |
| 16. Februar | Ruprecht I.                        | Kurfürst von der Pfalz           | 80    |       |

## März
| Tag      | Name                    | Beruf, bekannt als                                 | Alter | Beleg |
| -------- | ----------------------- | -------------------------------------------------- | ----- | ----- |
| 4. März  | Ulrich I. von Rosenberg | böhmischer Adliger, Regent des Hauses Rosenberg    |       |       |
| 20. März | Alexios III.            | Kaiser von Trapezunt                               |       |       |
| 27. März | Hedwig von Sagan        | Königin von Polen, Herzogin von Sagan und Liegnitz |       |       |

## April
| Tag       | Name                      | Beruf, bekannt als                        | Alter | Beleg |
| --------- | ------------------------- | ----------------------------------------- | ----- | ----- |
| 13. April | Konrad von Gelnhausen     | deutscher Theologe                        |       |       |
| 17. April | Guy Brian, 1. Baron Brian | englischer Adeliger, MIlitär und Diplomat |       |       |
| 19. April | Robert II.                | König von Schottland                      | 74    |       |

## Mai
| Tag     | Name           | Beruf, bekannt als   | Alter | Beleg |
| ------- | -------------- | -------------------- | ----- | ----- |
| 26. Mai | Ferry Cassinel | Erzbischof von Reims |       |       |

## Juni
| Tag      | Name                | Beruf, bekannt als                      | Alter | Beleg |
| -------- | ------------------- | --------------------------------------- | ----- | ----- |
| 18. Juni | Giusto de’ Menabuoi | italienischer Maler der Frührenaissance |       |       |

## Juli
| Tag      | Name                    | Beruf, bekannt als                                               | Alter | Beleg |
| -------- | ----------------------- | ---------------------------------------------------------------- | ----- | ----- |
| 8. Juli  | Albert von Rickmersdorf | deutscher Mathematiker und Logiker sowie Bischof von Halberstadt |       |       |
| 10. Juli | Tommaso Orsini          | italienischer Kardinal der Römischen Kirche                      |       |       |

## August
| Tag        | Name                           | Beruf, bekannt als               | Alter | Beleg |
| ---------- | ------------------------------ | -------------------------------- | ----- | ----- |
| 14. August | John Arundel, 2. Baron Arundel | englischer Adliger               |       |       |
| 20. August | Konrad Zöllner von Rotenstein  | Hochmeister des Deutschen Ordens |       |       |
| 24. August | Reinhard von Sayn              | Bischof von Kulm                 |       |       |

## September
| Tag           | Name          | Beruf, bekannt als                                                                       | Alter | Beleg |
| ------------- | ------------- | ---------------------------------------------------------------------------------------- | ----- | ----- |
| 4. September  | Ruprecht VII. | jüngster Sohn von Gerlach I. und seiner zweiten Frau Irmengard von Hohenlohe-Weikersheim |       |       |
| 23. September | Johann I.     | Herzog von Oberlothringen                                                                |       |       |

## Oktober
| Tag        | Name      | Beruf, bekannt als  | Alter | Beleg |
| ---------- | --------- | ------------------- | ----- | ----- |
| 9. Oktober | Johann I. | König von Kastilien | 32    |       |

## Datum unbekannt
| Tag | Name                  | Beruf, bekannt als                                                                  | Alter | Beleg |
| --- | --------------------- | ----------------------------------------------------------------------------------- | ----- | ----- |
|     | Hartlevus de Marca    | deutscher Theologe und 1. Kölner Rektor des späten Mittelalters                     |       |       |
|     | Nikolaus von Rakonitz | böhmischer Theologe, Rektor der Karlsuniversität, Verfasser theologischer Schriften |       |       |
|     | Potho von Pothenstein | Bischof von Münster und Schwerin                                                    |       |       |
|     | As-Salih Haddschi II. | Sultan der Mamluken in Ägypten (1381–1382 und 1389–1390)                            |       |       |
|     | At-Taftāzānī          | persischer sunnitischer Scholastiker und Übersetzer                                 |       |       |
|     | Tile Wardenberg       | Bürgermeister (Cölln)                                                               |       |       |
|     | Wartislaw V.          | Herzog von Pommern                                                                  |       |       |